# إنترناشيونال سوبر ستار سوكر 64
إنترناشيونال سوبر ستار سوكر 64 (بالإنجليزية: International Superstar Soccer 64)‏ ، هي لعبة فيديو من نوع رياضة كرة القدم، أنتجها شركة كونامي عام 1997م، والتي تعمل بنظام نينتندو 64 ، ورقم 64 رقم خاص لنظام التشغيل التابع لشركة نينتندو اليابانية.